# TFAP2B
TFAP2B‏ (Transcription factor AP-2 beta) هوَ بروتين يُشَفر بواسطة جين TFAP2B في الإنسان.

## الوظيفة
AP-2 بيتا هو عضو في عائلة عوامل النسخ AP-2. تُشكّل بروتينات AP-2 ثنائيات متماثلة أو غير متماثلة مع أعضاء أخرى من عائلة AP-2، وترتبط بتسلسلات محددة من الحمض النووي. يُعتقد أنها تُحفّز تكاثر الخلايا وتُثبّط التمايز النهائي لأنواع معينة من الخلايا أثناء التطور الجنيني. تختلف أعضاء عائلة AP-2 في أنماط تعبيرها وألفة ارتباطها بمحفزات مختلفة. يعمل هذا البروتين كمنشّط ومثبّط للنسخ في آنٍ واحد.

## الأهمية السريرية
تؤدي الطفرات في هذا الجين إلى متلازمة شار السائدة جسديًا، مما يشير إلى أن هذا الجين يعمل في التمايز بين مشتقات خلايا العرف العصبية.